# Meurtres de Hammersmith
Les meurtres de Hammersmith (en anglais, Hammersmith nude murders) est une série de six meurtres survenue à Londres en 1964 et 1965.
Les victimes, toutes des prostituées, ont été découvertes nues près de ou dans la Tamise. Par allusion à Jack l'Éventreur, les journalistes ont surnommé le tueur « Jack l'Effeuilleur » (Jack the Stripper),.
Deux meurtres antérieurs, commis en 1959 et 1963, ont été reliés à ces six meurtres par quelques enquêteurs,,
Malgré une « intense couverture médiatique et l'une des plus grandes chasses à l'homme de Scotland Yard », le dossier est toujours irrésolu en avril 2018,.

### Citations originales
1. ↑  (en) « intense media interest and one of the biggest manhunts in Scotland Yard's history »